# Distrito de Emsland
Emsland es un distrito ubicado en el norte de Alemania (Baja Sajonia). Con una superficie de cerca de 2.881,4 km² es mayor que el Sarre. Tiene este nombre debido al río Ems que lo atraviesa.

## Historia

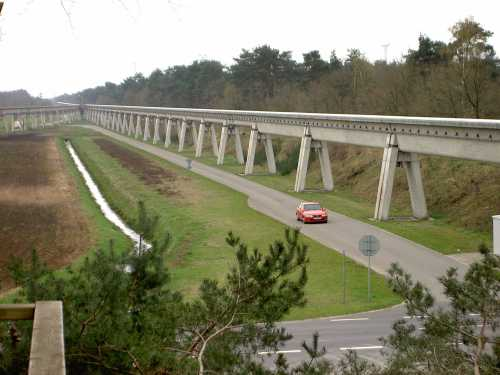
Trayecto de pruebas del Transrapid.

En 1950 se adoptó un plan gubernamental para el desarrollo de Emsland. El propósito era impulsar el tejido industrial de la zona. La ejecución de una serie de proyectos tales como el maglev "Transrapid", así como la construcción de grandes astilleros tales como el Meyer-Werft en Papenburg.

## Ciudades y municipalidades
Municipios (Población 2005)
1. Emsbüren (9,749)
2. Geeste (11,279)
3. Haren, ciudad (22,754)
4. Haselünne, ciudad (12,549)
5. Lingen, ciudad (51,318)
6. Meppen, ciudad (34,196)
7. Papenburg, ciudad (34,519)
8. Rhede (4,228)
9. Salzbergen (7,436)
10. Twist (9,606)

Samtgemeinden
1. Dörpen (15,446)
2. Freren, town (10,834)
3. Herzlake (9,821)
4. Lathen (10,815)
5. Lengerich (9,083)
6. Nordhümmling (12,149)
7. Sögel (15,484)
8. Spelle (12,653)
9. Werlte (15,660)